# Shiloh (Schiff, 1992)
Die USS Shiloh (CG-67) ist ein Lenkwaffenkreuzer der United States Navy und gehört der Ticonderoga-Klasse an.

## Geschichte
Die Shiloh wurden 1987 bei Bath Iron Works in Auftrag gegeben. Der Kreuzer wurde auf der Werft des Konzerns 1989 auf Kiel gelegt und lief nach einer Bauzeit von 13 Monaten vom Stapel. Die offizielle Indienststellung des Schiffes fand im Juli 1992 statt. Das Schiff ist nach der Schlacht von Shiloh aus dem Jahre 1862 benannt.
Einsätze der Shiloh umfassen die Operation Desert Strike, bei der das Schiff im Jahre 1996 14 Marschflugkörper vom Typ BGM-109 Tomahawk gegen Ziele im Irak startete, sowie die Operation Iraqi Freedom, bei der im Juli 2002 ebenfalls Marschflugkörper von Bord gestartet wurden.
Am 22. Juni 2006 startete von Bord der Shiloh eine SM-3, die erfolgreich eine ballistische Rakete abfing, die von Barking Sands, Hawaii gestartet worden war. Ende des Jahres nahm der Kreuzer mit der Kitty Hawk an einer Übung mit der japanischen Marine teil. 2008 verlegte die Shiloh, wieder mit der Kitty Hawk in den Westpazifik und nahm an einem Hafenbesuch in Hongkong teil. 2009 verlegte die Shiloh an der Seite der George Washington in den Pazifik. Ende März 2010 wurde der Kreuzer eingesetzt, um nach Überlebenden von Bord der Cheonan zu suchen. Das südkoreanische Schiff war nach offiziellen Untersuchungen vor der nordkoreanischen Küste torpediert worden, ein nordkoreanisches U-Boot soll den Angriff durchgeführt haben. Vom 8. bis 12. Juni 2015 nahm die Shiloh zusammen mit Marineeinheiten Südkoreas am gemeinsamen Manöver Silent Shark teil.